# Geoffrey Burnstock
Geoffrey Burnstock (Londres, 10 de maio de 1929 — 2 de junho de 2020) foi um neurocientista britânico.
Morreu em 2 de junho de 2020, aos 91 anos. 